# Candela Andújar
Candela Andújar Jiménez (Barberà del Vallès, 26 marzo 2000) è un'ex calciatrice spagnola, di ruolo attaccante.
Nella sua breve carriera ha giocato prima al Barcellona, con il quale ha conquistato un titolo di Campione di Spagna, una Coppa della Regina e una Supercoppa, e poi al Valencia per due stagioni. Con la maglia della nazionale spagnola ha vinto un campionato europeo Under-19. Si è ritirata dal calcio giocato a soli 22 anni d'età.

## Carriera

### Club
Candela Andújar iniziò a giocare a calcio come portiere all'età di 7 anni nelle squadre giovanili del Barberà Andalucía. Dopo quattro anni passò alla squadra femminile del Sant Gabriel, dove ha iniziato a giocare come centrocampista. Dopo un solo anno, nel 2012, è entrata a far parte delle giovanili del Barcellona, dopo essere stata notata dagli osservatori della società blaugrana nel corso di una partita della selezione under-12 catalana. In seguito, venne inserita nella rosa del Barcellona B, partecipante al campionato di Segunda División, seconda serie spagnola, col quale vinse il gruppo 3 al termine della stagione 2017-18. Fece il suo esordio con la prima squadra in Primera División, massima serie nazionale, il 6 dicembre 2017 in occasione della sesta giornata di campionato, vinta dal Barcellona 2-0 in casa del Siviglia. Dopo aver collezionato due presenze in campionato nella stagione 2017-18, ha fatto parte della prima squadra del Barcellona nelle successive due stagioni, giocando in tutto 32 partite e realizzando 2 reti. In queste annate ha vinto un campionato nazionale, una Coppa della Regina e una Supercoppa spagnola, giocando anche in UEFA Women's Champions League.
Per la stagione 2020-21 venne mandata in prestito al Valencia, con l'obiettivo di giocare con maggiore regolarità in Primera División. Ha giocato con la squadra valenciana per due stagioni consecutive, visto che il prestito venne rinnovato anche per la stagione 2021-22, collezionando 59 presenze in campionato e realizzando 14 reti.
Al termine della stagione 2021-22 ha annunciato il suo ritiro come calciatrice.

### Nazionale
Candela Andújar è stata selezionata per giocare nelle nazionali giovanili spagnole sin dall'Under-16, per la quale ottenne una prima convocazione nel febbraio 2015. Con la nazionale Under-17 ha partecipato al campionato europeo di categoria sia nel 2016 che nel 2017, edizioni concluse dalla Spagna entrambe al secondo posto, dopo aver perso le finali contro la Germania. In entrambe le occasioni è stata inserita nella squadra delle migliori giocatrici della competizione. Sempre con l'Under-17 ha partecipato al campionato mondiale di categoria nel 2016, organizzato in Giordania, e concluso dalla Spagna al terzo posto dopo aver battuto il Venezuela nella finalina. Alla fine del torneo venne anche inserita nella lista delle 10 candidate alla vittoria del Pallone d'Oro della manifestazione, poi vinto dalla giapponese Fuka Nagano.
Nel 2018 con la nazionale Under-19 ha partecipato al campionato europeo di categoria, vinto proprio dalla Spagna, grazie alla vittoria in finale sulla Germania. Pochi giorni dopo prese parte anche al campionato mondiale Under-20, che la Spagna concluse al secondo posto dopo aver perso la finale contro il Giappone per 1-3, e Andújar segnò la rete spagnola in finale.
Nel 2021 arrivò la prima convocazione nella nazionale maggiore, con la quale fece il suo debutto, nonché unica presenza, il 16 settembre nella vittoria per 10-0 in casa delle Fær Øer, partita valida per le qualificazioni al campionato mondiale 2023, scendendo in campo a metà del secondo tempo al posto di Alexia Putellas.

## Statistiche

### Presenze e reti nei club
| Stagione          | Squadra           | Campionato        | Campionato | Campionato | Coppe nazionali | Coppe nazionali | Coppe nazionali | Coppe internazionali | Coppe internazionali | Coppe internazionali | Altre coppe | Altre coppe | Altre coppe | Totale | Totale |
| Stagione          | Squadra           | Comp              | Pres       | Reti       | Comp            | Pres            | Reti            | Comp                 | Pres                 | Reti                 | Comp        | Pres        | Reti        | Pres   | Reti   |
| ----------------- | ----------------- | ----------------- | ---------- | ---------- | --------------- | --------------- | --------------- | -------------------- | -------------------- | -------------------- | ----------- | ----------- | ----------- | ------ | ------ |
| 2017-2018         | Barcellona        | PD                | 2          | 0          | CR              | -               | -               | UWCL                 | -                    | -                    | -           | -           | -           | 2      | 0      |
| 2018-2019         | Barcellona        | PD                | 17         | 2          | CR              | 3               | 0               | UWCL                 | 1                    | 0                    | -           | -           | -           | 21     | 2      |
| 2019-2020         | Barcellona        | PD                | 15         | 0          | CR              | 1               | 0               | UWCL                 | 4                    | 0                    | SS          | 1           | 1           | 21     | 1      |
| Totale Barcellona | Totale Barcellona | Totale Barcellona | 34         | 2          |                 | 4               | 0               |                      | 5                    | 0                    |             | 1           | 1           | 44     | 3      |
| 2020-2021         | Valencia          | PD                | 30         | 9          | CR              | -               | -               | -                    | -                    | -                    | -           | -           | -           | 30     | 9      |
| 2021-2022         | Valencia          | PD                | 29         | 5          | CR              | 2               | 0               | -                    | -                    | -                    | -           | -           | -           | 31     | 5      |
| Totale Valencia   | Totale Valencia   | Totale Valencia   | 59         | 14         |                 | 2               | 0               |                      | -                    | -                    |             | -           | -           | 61     | 14     |
| Totale carriera   | Totale carriera   | Totale carriera   | 93         | 16         |                 | 6               | 0               |                      | 5                    | 0                    |             | 1           | 1           | 105    | 17     |

### Cronologia presenze e reti in nazionale
| Cronologia completa delle presenze e delle reti in nazionale ― Spagna | Cronologia completa delle presenze e delle reti in nazionale ― Spagna | Cronologia completa delle presenze e delle reti in nazionale ― Spagna | Cronologia completa delle presenze e delle reti in nazionale ― Spagna | Cronologia completa delle presenze e delle reti in nazionale ― Spagna | Cronologia completa delle presenze e delle reti in nazionale ― Spagna | Cronologia completa delle presenze e delle reti in nazionale ― Spagna | Cronologia completa delle presenze e delle reti in nazionale ― Spagna |
| Data                                                                  | Città                                                                 | In casa                                                               | Risultato                                                             | Ospiti                                                                | Competizione                                                          | Reti                                                                  | Note                                                                  |
| --------------------------------------------------------------------- | --------------------------------------------------------------------- | --------------------------------------------------------------------- | --------------------------------------------------------------------- | --------------------------------------------------------------------- | --------------------------------------------------------------------- | --------------------------------------------------------------------- | --------------------------------------------------------------------- |
| 16-9-2021                                                             | Tórshavn                                                              | Fær Øer                                                               | 0 – 10                                                                | Spagna                                                                | Qual. Mondiali 2023                                                   | -                                                                     | 65’                                                                   |
| Totale                                                                |                                                                       | Presenze                                                              | 1                                                                     |                                                                       | Reti                                                                  | 0                                                                     |                                                                       |

## Palmarès

### Club
- Campionato spagnolo di seconda divisione: 1

Barcellona B: 2016-2017
- Coppa della Regina: 1

Barcellona: 2018
- Campionato spagnolo: 1

Barcellona: 2019-2020
- Supercoppa spagnola: 1

Barcellona: 2020

### Nazionale
- Campionato d'Europa under 19: 1

Svizzera 2018